# Nuoto ai campionati europei di nuoto 2018 - Staffetta mista 4x100 metri stile libero
La staffetta mista 4x100 m stile libero dei campionati europei di nuoto di Glasgow 2018 si è svolta l'8 agosto 2018. Le batterie si sono svolte al mattino mentre la finale è stata disputata nel pomeriggio dello stesso giorno.

## Podio
| Posizione | Oro | Argento                                                                                      | Bronzo                                                                                                   |
| --------- | --- | -------------------------------------------------------------------------------------------- | --- |
| Nazione   | Francia | Paesi Bassi                                                                                  | Russia                                                                                                   |
| Atleti    | Jérémy Stravius Mehdy Metella Marie Wattel Charlotte Bonnet Maxime Grousset Margaux Fabre Béryl Gastaldello | Nyls Korstanje Stan Pijnenburg Femke Heemskerk Ranomi Kromowidjojo Kyle Stolk Kira Toussaint | Kliment Kolesnikov Vladislav Grinev Marija Kameneva Arina Openysheva Danila Izotov Rozaliya Nasretdinova |

## Risultati

### Batterie
Le batterie sono iniziate alle 10:01.
| Class | Gruppo | Corsia | Nazione     | Nuotatori                                                                                              | Tempo   | Note |
| ----- | ------ | ------ | ----------- | --- | ------- | ---- |
| 1     | 2      | 4      | Russia      | Danila Izotov (48.90) Vladislav Grinev (48.10) Rozaliya Nasretdinova (55.21) Arina Openysheva (54.94)  | 3:27.15 | Q    |
| 2     | 1      | 3      | Paesi Bassi | Kyle Stolk (49.57) Stan Pijnenburg (48.65) Kira Toussaint (54.60) Ranomi Kromowidjojo (54.37)          | 3:27.19 | Q    |
| 3     | 2      | 1      | Francia     | Jérémy Stravius (48.94) Maxime Grousset (48.93) Margaux Fabre (54.77) Béryl Gastaldello (54.76)        | 3:27.40 | Q    |
| 4     | 1      | 5      | Italia      | Lorenzo Zazzeri (50.09) Alessandro Miressi (48.24) Giada Galizi (54.70) Erika Ferraioli (54.92)        | 3:27.95 | Q    |
| 5     | 1      | 4      | Germania    | Damian Wierling (49.20) Christoph Fildebrandt (49.37) Reva Foos (54.37) Marie Pietruschka (55.23)      | 3:28.17 | Q    |
| 6     | 2      | 7      | Israele     | David Gamburg (50.35) Ziv Kalontarov (49.05) Anastasya Gorbenko (56.68) Andrea Murez (54.37)           | 3:30.45 | Q    |
| 7     | 1      | 6      | Ungheria    | Richárd Bohus (50.12) Maxim Lobanovszkij (49.01) Evelyn Verrasztó (55.06) Liliána Szilágyi (56.61)     | 3:30.80 | Q    |
| 8     | 1      | 1      | Polonia     | Kacper Majchrzak (49.30) Jakub Kraska (49.31) Dominika Kossakowska (56.36) Aleksandra Polańska (56.39) | 3:31.36 | Q    |
| 9     | 1      | 2      | Svezia      | Christoffer Carlsen (49.21) Isak Eliasson (49.91) Ida Lindborg (55.97) Magdalena Kuras (56.31)         | 3:31.40 |      |
| 10    | 2      | 5      | Belgio      | Jasper Aerents (49.89) Emmanuel Vanluchene (49.34) Juliette Dumont (56.64) Lotte Goris (55.89)         | 3:31.76 |      |
| 11    | 2      | 6      | Austria     | Alexander Trampitsch (49.73) Bernhard Reitshammer (49.19) Lena Kreundl (56.02) Cornelia Pammer (56.99) | 3:31.93 |      |
| 12    | 2      | 3      | Norvegia    | Markus Lie (49.95) Niksa Stojkovski (49.80) Susann Bjørnsen (57.05) Emilie Løvberg (57.78)             | 3:34.58 |      |
| 13    | 2      | 8      | Turchia     | Yalım Acımış (50.99) Kemal Arda Gürdal (50.11) Selen Özbilen (56.40) Ekaterina Avramova (58.03)        | 3:35.53 |      |
| 14    | 2      | 2      | Estonia     | Marko-Matteus Langel (51.85) Nikita Tsernosev (50.54) Kertu Ly Alnek (56.59) Aleksa Gold (57.29)       | 3:36.27 |      |
| 15    | 1      | 7      | Lettonia    | Ģirts Feldbergs (51.74) Daniils Bobrovs (52.88) Ieva Maļuka (57.17) Gabriela Ņikitina (56.99)          | 3:38.78 |      |

### Finale
La finale è iniziata alle 17:45.
| Class   | Corsia | Nazione     | Nuotatori                                                                                            | Tempo   | Note                  |
| ------- | ------ | ----------- | --- | ------- | --------------------- |
| Oro     | 3      | Francia     | Jérémy Stravius (48.81) Mehdy Metella (47.45) Marie Wattel (53.47) Charlotte Bonnet (52.34)          | 3:22.07 | Record dei campionati |
| Argento | 5      | Paesi Bassi | Nyls Korstanje (49.40) Stan Pijnenburg (48.74) Femke Heemskerk (52.62) Ranomi Kromowidjojo (53.21)   | 3:23.97 |                       |
| Bronzo  | 4      | Russia      | Kliment Kolesnikov (48.45) Vladislav Grinev (47.69) Marija Kameneva (53.90) Arina Openysheva (54.46) | 3:24.50 | Record nazionale      |
| 4       | 6      | Italia      | Luca Dotto (49.23) Alessandro Miressi (47.38) Giada Galizi (54.69) Federica Pellegrini (53.64)       | 3:24.94 |                       |
| 5       | 2      | Germania    | Damian Wierling (49.45) Christoph Fildebrandt (49.12) Reva Foos (54.50) Annika Bruhn (53.52)         | 3:26.59 |                       |
| 6       | 1      | Ungheria    | Nándor Németh (48.82) Dominik Kozma (48.27) Zsuzsanna Jakabos (56.53) Evelyn Verrasztó (55.68)       | 3:29.30 |                       |
| 7       | 8      | Polonia     | Jan Świtkowski (50.24) Kacper Majchrzak (49.22) Alicja Tchórz (56.13) Katarzyna Wasick (54.03)       | 3:29.62 | Record nazionale      |
| 8       | 7      | Israele     | David Gamburg (50.34) Ziv Kalontarov (49.34) Andrea Murez (54.87) Anastasya Gorbenko (55.18)         | 3:29.73 |                       |